# Bellingen (Altmark)
Bellingen is een plaats en voormalige gemeente in de Duitse deelstaat Saksen-Anhalt, en maakt deel uit van de Landkreis Stendal.
Bellingen telt 267 inwoners.